# Hôpital Sahloul de Sousse
L'hôpital Sahloul de Sousse est un établissement de santé publique et un centre hospitalo-universitaire tunisien situé à Sousse.
C'est un établissement public à caractère administratif doté de la personnalité morale et de l'autonomie financière tout en étant sous la supervision du ministère de la Santé,.
Il est fondé à la suite de la loi n° 91-91 datée du 16 novembre 1991.

## Activités

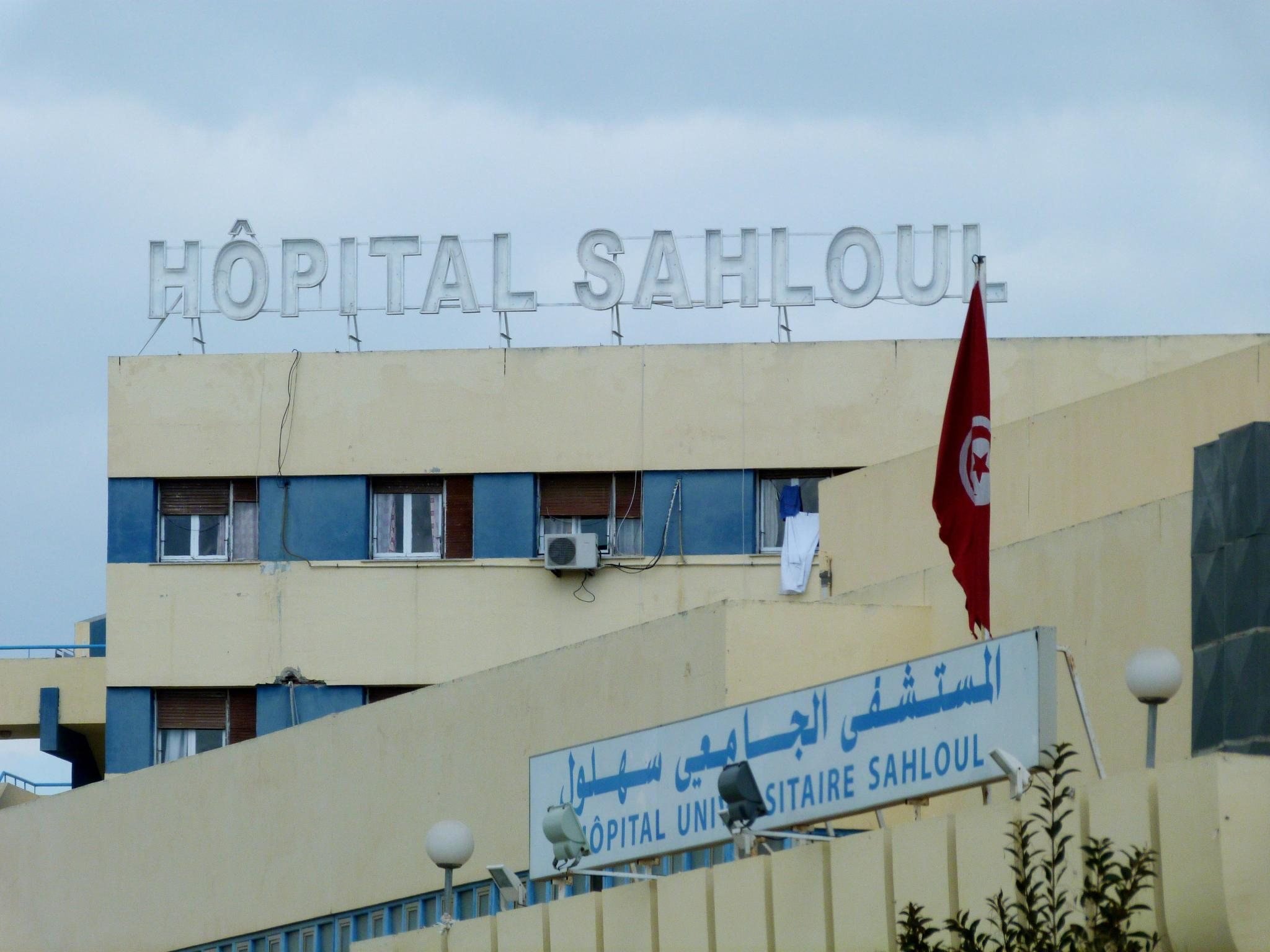
Vue de l'hôpital.

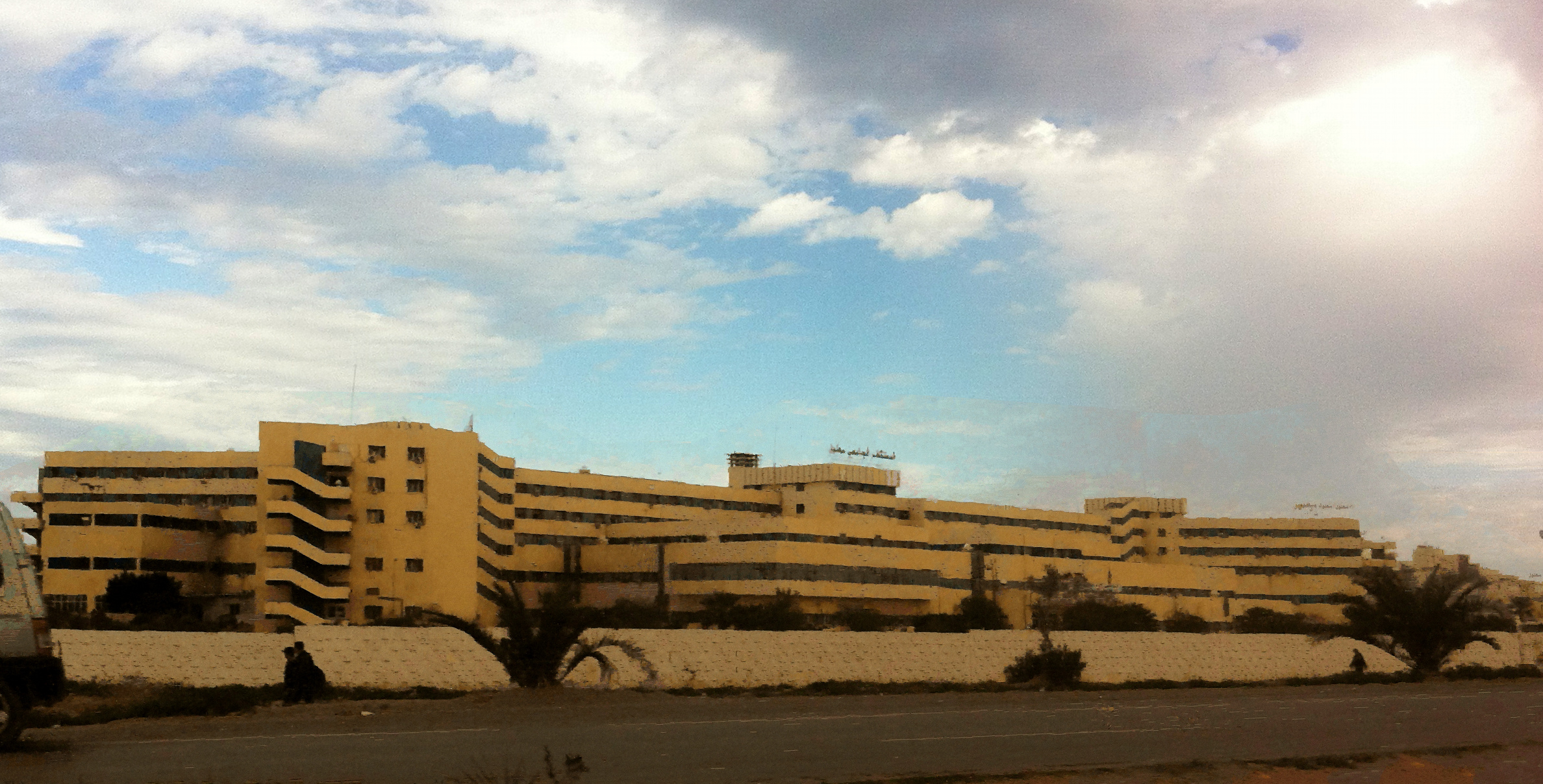
Vue d'ensemble de l'hôpital.

L'hôpital universitaire Sahloul a pour activité principale de fournir des soins ainsi que d'assurer la prévention, l'enseignement et la recherche dans les domaines médical et sanitaire.
Les disciplines et les services disponibles dans cet hôpital pluridisciplinaire sont les suivants :
- Bloc d'urgence ;
- Urgence médicale ;
- Réanimation médicale ;
- Radiologie ;
- Chirurgie cardio-vasculaire ;
- Chirurgie postopératoire ;
- Médecine nucléaire ;
- Banque du sang ;
- Consultations externes ;
- Réanimation chirurgicale ;
- Brûlés ;
- Neurophysiologie ;
- Néphrologie ;
- Médecine physique  ;
- Neurochirurgie ;
- Urologie masculine et féminine ;
- CCVT postopératoire ;
- Laboratoire bactériologique ;
- Laboratoire de biochimie ;
- Laboratoire d'hématologie ;
- Cardiologie masculine et féminine ;
- Pédiatrie ;
- Gastro-médecine interne ;
- Maxilo-faciale ;
- Médecine dentaire ;
- Chirurgie masculine et féminine ;
- Orthopédie masculine et féminine ;
- Hémodialyse ;
- Pharmacie.

## Infrastructure
L'hôpital Sahloul de Sousse, qui dispose d'une surface couverte au sol d'environ 13 000 m2, est implanté sur un terrain d'une superficie d'environ une dizaine d'hectares.
L'hôpital est construit et aménagé en différents bâtiments, avec les cinq entités hospitalières suivantes :
- Bâtiment central ;
- Aile sud ;
- Aile nord ;
- Bâtiment IRM ;
- Bâtiment pharmacie.

Les travaux de construction d'un bâtiment de greffe d'organes et scanner IRM, ainsi que d'un bâtiment d'urgence débutent au cours de l'année 2015.